# 日本私立大学教職員組合連合
日本私立大学教職員組合連合（にほんしりつだいがくきょうしょくいんくみあいれんごう、略称：日本私大教連（にほんしだいきょうれん）、英語：Japan Federation of Private University Teachers' and Employees' Unions、略称：JFPU）は、私立大学への公的助成や私立大学教職員の待遇改善などを目的として1989年に結成された労働組合の連合体である。

## 概要
- 北海道・東京・東海・京滋・大阪・九州の地区組織のほか各県の私立学校教組など約2万人で構成されている。

## 所在地
- 〒169-0075 東京都新宿区高田馬場2丁目5番23号 第1桂城ビル3階